# 2021年マスターズ・トーナメント
2021年マスターズ・トーナメントはオーガスタ・ナショナルGCが主催するマスターズの第85回大会。本戦は4月8日から11日までオーガスタ・ナショナルGCで開催。新型コロナウイルスの影響で前回大会より5ヶ月空けて開催。松山英樹が初優勝した。パー3コンテストは前年に続き中止。本戦もパトロンの観衆を制限し開催された。

## ラウンドサマリー

### 第3ラウンド
松山はアーメンコーナーの11番で77分の中断からバーディー。さらに12番もバーディー。15番ではイーグルを奪い、16番もバーディーこの日65のスコアでトップに立つ。

### 第4ラウンド
ザラトリスとの最終組で臨んだ松山は一時1打に迫られる。ザラトリスは6つのバーディーを奪うも最終的に松山が初優勝。日本人初のメジャー選手権優勝を果たした。当時TV中継したTBSは解説の中嶋常幸、ゲストの宮里優作、実況の小笠原亘が松山の優勝に号泣したという。

### 最終成績
| Champion         |
| (a) = アマチュア |
| (c) = 歴代優勝者 |

| Place | Player                   | Score           | To par | 賞金 (US$) |
| ----- | ------------------------ | --------------- | ------ | ---------- |
| 1     | 松山英樹                 | 69-71-65-73=278 | −10    | 2,070,000  |
| 2     | ウィル・ザラトリス       | 70-68-71-70=279 | −9     | 1,242,000  |
| T3    | ザンダー・シャウフェレ   | 72-69-68-72=281 | −7     | 667,000    |
| T3    | ジョーダン・スピース (c) | 71-68-72-70=281 | −7     | 667,000    |
| T5    | マーク・リーシュマン     | 72-67-70-73=282 | −6     | 437,000    |
| T5    | ジョン・ラーム           | 72-72-72-66=282 | −6     | 437,000    |
| 7     | ジャスティン・ローズ     | 65-72-72-74=283 | −5     | 385,250    |
| T8    | Corey Conners            | 73-69-68-74=284 | −4     | 345,000    |
| T8    | パトリック・リード (c)   | 70-75-70-69=284 | −4     | 345,000    |
| T10   | トニー・フィナウ         | 74-66-73-72=285 | −3     | 299,000    |
| T10   | キャメロン・スミス       | 74-68-73-70=285 | −3     | 299,000    |